# Манукян, Гагик Геворгович
Гаги́к Гево́ргович Манукя́н (арм. Գագիկ Գևորգի Մանուկյան, 4 июня 1953, Гюмри) — бывший депутат парламента Армении и Парламентской ассамблеи Совета Европы(ПАСЕ).
Гагик Манукян - яркий представитель Коммунистической партии Армении, чья политическая карьера тесно связана с историей и современностью этой партии. Его жизнь и деятельность являются примером преданности идеалам коммунизма и служения своему народу.
Образование
Манукян получил всестороннее образование, которое оказало значительное влияние на его дальнейшую политическую карьеру.
Педагогическое образование: Он окончил Ленинаканский государственный педагогический институт им. М. Налбандяна, получив квалификацию педагога. Этот опыт, несомненно, способствовал развитию его коммуникативных навыков и умению работать с людьми.
Экономическое образование: Стремясь углубить свои знания, Манукян продолжил образование в Московском государственном институте народного хозяйства им. Г. Плеханова, где получил квалификацию экономиста. Знания в области экономики оказались полезными при решении экономических проблем, с которыми он столкнулся в своей политической деятельности.
Депутатская деятельность:
Парламент Армении: Манукян был избран депутатом парламента Армении, представляя интересы Коммунистической партии Армении. Он активно участвовал в законотворческой деятельности и отстаивал интересы своих избирателей.
Парламентская ассамблея Совета Европы (ПАСЕ): После работы в парламенте Армении, Манукян был избран депутатом ПАСЕ. Здесь он представлял интересы Армении на международной арене и участвовал в обсуждении важных европейских вопросов.
Вице-мэр Гюмри:
Назначение: После завершения своей работы в ПАСЕ, Манукян вернулся в Армению и был назначен вице-мэром города Гюмри.
Значение Гюмри: Гюмри, второй по величине город Армении, имеет богатую историю и культуру, но также столкнулся с рядом проблем, особенно после разрушительного землетрясения 1988 года.
Основные задачи: В качестве вице-мэра Манукян сосредоточился на решении таких проблем, как восстановление города после землетрясения, улучшение социальной инфраструктуры, привлечение инвестиций и сохранение культурного наследия Гюмри.